# Champériou
Champériou (pron. fr. AFI: [ʃɑ̃peʁju]) è una  frazione del comune di Montjovet in Valle d'Aosta. Si trova lungo la SS26.

## Storia

### Epoca romana

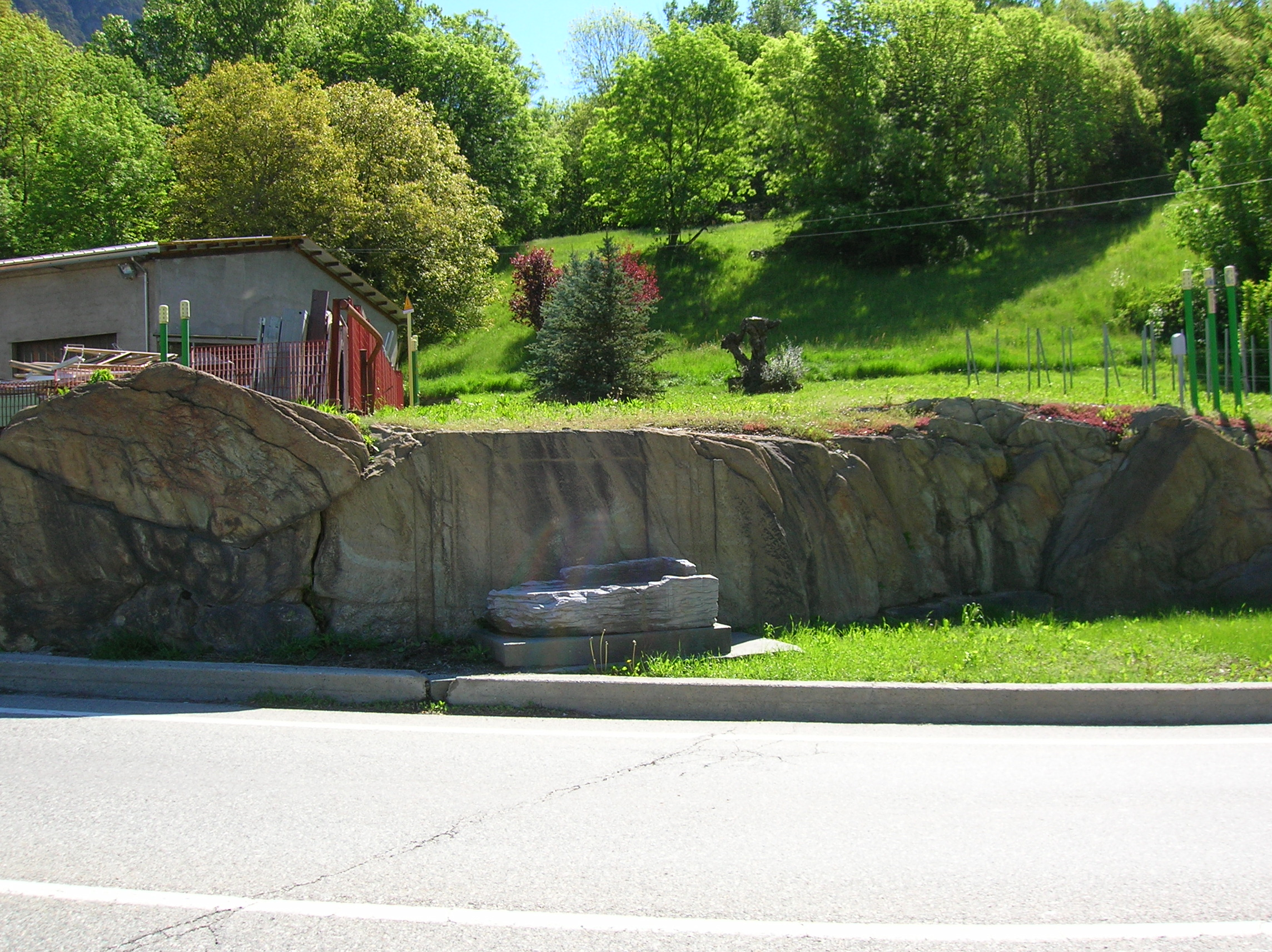
Vista del monumento sulla SS26

In questa località è stata rinvenuta una tomba romana di epoca tardo-imperiale recante un'incisione del nome del sepolto "LIB. SANCTISSIMAE".
Dovrebbe pertanto trattarsi di una donna liberta, l'aggettivo sanctissima essendo spesso usato nel senso di moglie fedele, secondo quanto detto dalla Société valdôtaine de préhistoire et d'archéologie.